# Eutrochium fistulosum
Eutrochium fistulosum es una especie de planta fanerógama perteneciente a la familia de las asteráceas. Es considerada como "mala hierba" y es natural de Norteamérica.

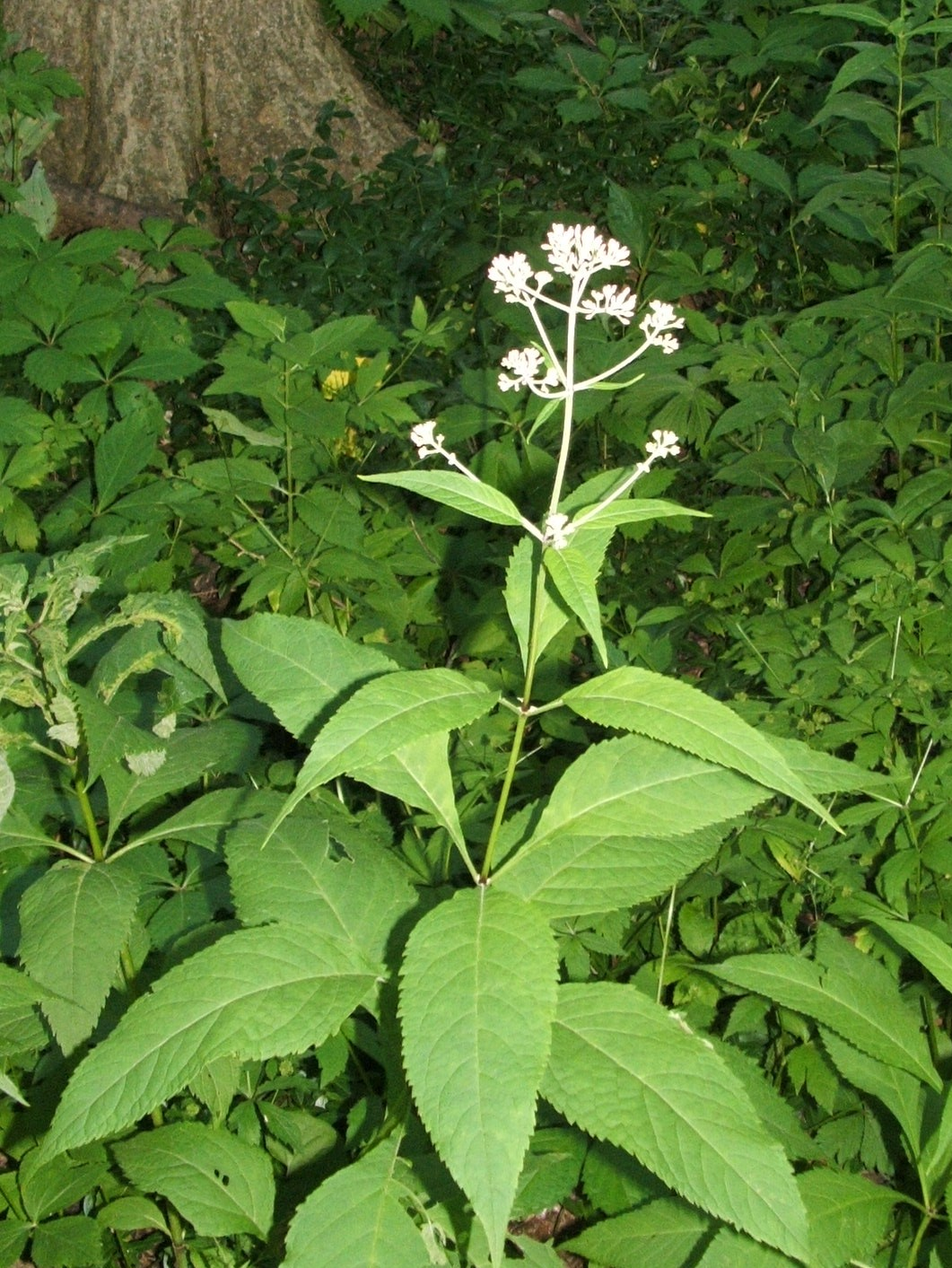
Vista de la planta

## Descripción
Es una planta herbácea perenne que alcanza 1'5 - 3 metros de altura, se encuentra en zonas húmedas, pantanosas o encharcadas. Atrae para su alimentación a mariposas, abejas y otros insectos que se alimentan de néctar. La planta tiene un solo tallo erecto que es de color verde con puntos púrpura. Las ramas superiores son de color rojo-púrpura. Las hojas aparecen en grupos de 3 a 5 y son grandes y dentadas.

## Taxonomía
Eutrochium fistulosum fue descrita por (Barratt) E.E.Lamont  y publicado en Sida 21(2): 901. 2004.
Sinonimia
- Eupatoriadelphus fistulosus (Barratt) R.M.King & H.Rob.
- Eupatorium fistulosum Barratt
- Eupatorium fistulosum f. albidum Jenn.
- Eupatorium fistulosum f. truncatum Jenn.
- Eupatorium purpureum var. angustifolium Torr. & A.Gray[2]